# Codice ATC A
Il codice ATC A dell'apparato digerente e del metabolismo è una sezione del sistema di classificazione Anatomico Terapeutico e Chimico, un sistema di codici alfanumerici sviluppato dall'OMS per la classificazione dei farmaci e altri prodotti medici.
Codici per uso veterinario (codici ATC) possono essere creati, attraverso una lettera Q posta di fronte al codice ATC umano: QA ...
Numeri nazionali della classificazione ATC possono includere codici aggiuntivi non presenti in questa lista, che segue la versione OMS.
A apparato digerente e metabolismo

A01 - preparati stomatologici

A02 - Farmaci per malattie correlate all'acidosi

A03 - Farmaci per malattie gastrointestinali funzionali

A04 - Antiemetici e Antinausea

A05 - Bile e terapia del fegato

A06 - Farmaci per la stitichezza

A07 - Antidiarroici, Agenti antinfiammatori/anti-infettivi intestinali

A08 - Preparati anti-obesità, esclusi i prodotti dietetici

A09 - Digestivi, compresi gli enzimi

A10 - Farmaci ipoglicemizzanti

A11 - Vitamine

A12 - Integratori minerali

A13 - Tonici

A14 - Agenti anabolizzanti per uso sistemico

A15 - Stimolanti dell'appetito

A16 - Altri prodotti del tratto alimentare e il metabolismo